# 合成語
合成語（ごうせいご）、または複合語とは、語構成において2つ以上の形態素を組み合わせて作られた語のことをいう。熟語などがこれに該当する。対義語は単純語。

## 種類
合成語には以下の様なものがある。
複合語
2つ以上の内容形態素から構成される語
派生語
内容形態素と接辞などから構成される語
畳語
同じ内容形態素の反復によって構成される語